# Rio Chilia (Colbu)
O Rio Chilia é um rio da Romênia, afluente do Colbu, localizado no distrito de Suceava.